# 蔡淳佳
蔡淳佳（英語：Joi Chua，1978年8月3日—），新加坡流行音乐女歌手。她的歌曲以抒情流行音乐为主，代表作包括《等一个晴天》、《陪我看日出》、《恋之憩》、《风铃》、《依恋》和《隐形纪念》等。
蔡淳佳最初因翻唱張信哲的歌曲《愛如潮水》而備受矚目，但由於遇上台灣SONY唱片公司改組等变故而暂时沉寂，回到醫院當眼科驗光師。2004年凭借专辑《日出》复出歌坛，其中的《陪我看日出》成为其成名曲，之后一直不温不火地发展。蔡淳佳在2010年之前的知名歌曲多为翻唱作品，2010后开始向原创化与独立化的方向发展。

## 歌唱生涯

### 出道前
蔡淳佳从小和哥哥、弟弟玩在一起，性格比较接近男孩子。她自幼喜爱唱歌，从13岁起就开始参加歌唱比赛。

### 出道過程
约在16岁时，蔡淳佳入读本地的一所初级学院，学习商科课程。她不久后发现自己对商学缺乏兴趣，于是离开了初级学院，进入新加坡理工学院学习视觉验光。她回忆学生时代的自己并没有特别远大的梦想，能当个验光师并拥有自己的眼镜店就满足了。还在上学的她于1996年參加新加坡海蝶音樂所舉辦的「非常歌手訓練班」(即「海蝶音樂森林」)，從2000名选手中脫穎而出，比起第2屆的阿杜和林俊傑出道更早。她亦獲新加坡海蝶音樂高層許環良的賞識，加盟海蝶音樂。而蔡淳佳卻在完成學業後才決定踏入樂壇，全心投入夢想的音樂世界。
蔡淳佳也常抽业余时间去当地民歌餐厅驻唱，她回忆那是自己最快乐的回忆之一，也锻炼了自己上台演唱的能力。1998年，新加坡國慶日，蔡淳佳重唱音樂人梁文福所創作的經典新加坡歌谣《細水長流》。1999年，蔡淳佳與4位新加坡新晉歌手(蔡禮蓮、唐玉璇、張俊雄以及哥哥蔡立章)共同推出《Replugged》合輯。蔡淳佳在此專輯裡詮釋了唐玉璇所創作的新歌《看見》，还重新演繹了張信哲的名曲《愛如潮水》。
2000年，簽約台灣新力唱片，發行首張個人同名專輯《蔡淳佳JOI》。该专辑重新收錄了歌曲《愛如潮水》，受到廣大迴響與喜愛。歌曲《有心人，有情人》也在當時排行榜上獲得好評。蔡淳佳舒服純淨的嗓音，引起台灣歌迷的矚目。

### 波折重重
當時卻遇上台灣新力音樂人事改組，她結束宣傳後回到新加坡。
因新唱片的录制遥遥无期，蔡淳佳在首张专辑发布后不到一年的时间内又回到了医师岗位。三年(23至25岁)的蛰伏经历对刚出道的她而言是一段令人难忘的考验，她只能在歌唱的熱情與現實的无奈中拉鋸。她多年后接受采访时坦言自己当初确实有过放弃音乐梦想的想法。2003年，因與海蝶音樂的合約正式約滿，此时面臨人生抉擇的她最後決定继续驗光師工作。虽在醫院工作，但她卻一直未放棄歌唱的夢想。唯一支撑她坚持音乐梦想的信念无外乎“只想做好音乐”。

### 重新踏入樂壇
直到2004年，蔡淳佳與音樂理念一致的新加坡“Play Music/Music Street”唱片(后被華納唱片收購)簽約重新出發，發行了第2張個人專輯《日出》，以一曲《陪我看日出》成名，連續四週登上新加坡RIAS銷售榜冠軍，創下許多銷售紀錄。這首歌曲是日本沖繩歌姬夏川里美的經典名曲《淚光閃閃》的中文翻唱版本，由蔡淳佳清新溫婉的詮釋而廣受歡迎。
2005年，於新加坡再推出第3張個人專輯《有一天我會》，專輯延續魅力在本地依舊一路長紅。由於連續2張個人專輯中都有多首歌曲以主題曲方式成功地搭配電視劇，蔡淳佳在當地获得了「電視主題曲天后」的称号。同年12月，應邀於台灣鋼琴师陳冠宇個人演奏專輯《對不起我愛你》中演唱了《對不起我愛你》和《左右為難》兩首歌曲。以韓國偶像劇主題曲為概念的翻唱歌曲，也在當時讓台灣歌迷對她的聲音留下深刻印象。

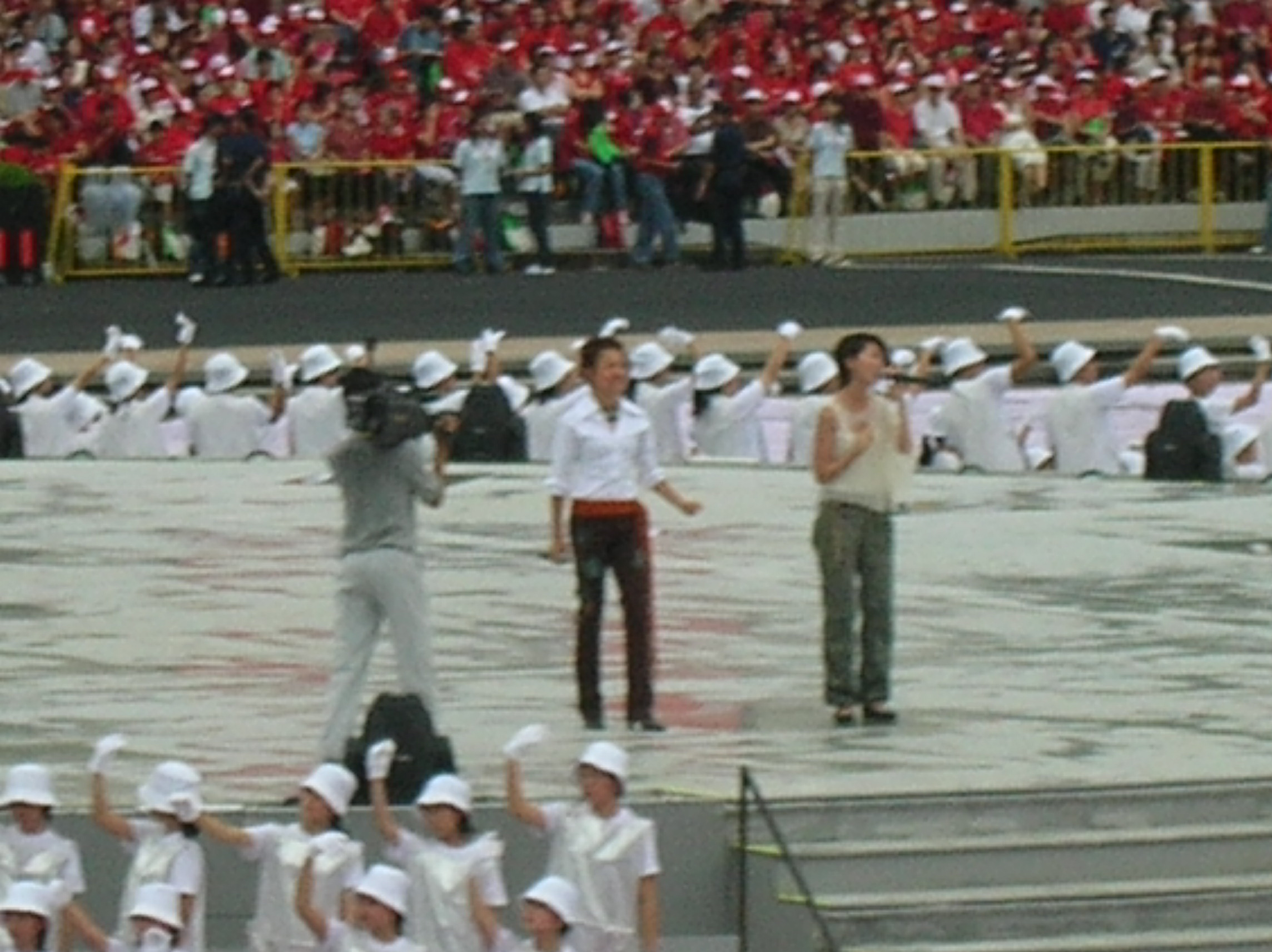
2005年7月底，许文迪(Wendi Koh, 左)与蔡淳佳(右)一起演唱新加坡2005年旅游宣传主题曲《非常特别的你》。许文迪演唱了这首歌的英文版《Uniquely You》。旅游局选择蔡淳佳演唱中文主题曲是一个大胆的尝试，因为中国大陆是新加坡旅游业最大的市场，但当时蔡淳佳在中国大陆没有什么知名度。

2006年年初，蔡淳佳在新加坡獲得最佳傑出青年獎，並獲選為第六屆全球華語歌曲排行榜推廣大使，為全球華語歌曲排行榜活動進行推廣宣傳。接著還擔任新加坡世界展望會大使，到柬埔寨關懷當地困苦人民。同年9月，於新加坡推出了出道以來的首張新曲加精選集《等一個晴天》，並且於年底於台灣重新出發，並發行《淳佳精選17首》。這些專輯虽以收录旧曲为主，但對台灣歌迷而言，这是讓台灣的歌迷重新再認識她的一個機會。

### 拓展国外华语市场
2006年，蔡淳佳帶著《等一個晴天（新歌＋精選）》重返台灣。在2007年，专辑《等一個晴天》發行中國大陸版，这也是她第一次進入中國市場。因此專輯在台灣和中國成績不俗，她在2007年年末乘勝追擊，發行了專輯《慶幸擁有蔡淳佳》。因《慶幸擁有蔡淳佳》的主打歌曲《依戀》受中央電視台《中秋晚會》總導演郭霽紅的青睞，蔡淳佳连续2年受邀参加《中秋晚會》。2008年，她憑《慶幸擁有蔡淳佳》入圍第19屆金曲奖最佳國語女歌手獎。2009年，蔡淳佳發行专辑《回到最初》，其中收录了2首翻唱自中孝介的歌曲，并有由她亲自参与谱曲的5首歌曲。之后她在大陆获“中國廣播影視大獎——中國原創歌曲獎”之“亞太區最佳華語歌手”獎。2010年推出《時間的禮盒（新歌＋精選）》後與華納音樂結束了7年的合作關係，並在2011年創建了自己的音樂廠牌開始了創作歌手的道路。
2012年7月，蔡淳佳以獨立音樂廠牌“淳佳音樂工作室(Joi Music)”發行了單曲《Love You》。同年11月，她發行了首張全權監督作品《視界觀》（EP），且在中國大陸与韩国宣傳此EP。这也是她本人首次参与全部歌曲的创作。专辑的名字寓意人生的境遇会因人的视角不同而不同。她鼓励听众用不同的视角看待人生，看淡负面的信息。这张专辑也记录了她自己在风格转变期间的心路历程。《視界觀》在200多个音乐榜上有名，有的登上榜首。2015年，蔡淳佳在新签约的唱片公司“誠利千代文化傳媒”旗下推出全新专辑《淳+》。蔡淳佳全程参与了整张专辑的制作，不仅与黄韵仁合作多首歌曲，更是首次担任总监身份。整體風格完全不同於以往淳佳音樂里的“溫柔似水”，曲風融入輕搖滾、電音和POP等多種音樂風格，而她的音樂也不再僅僅只有治癒的力量，更向聽者傳達出她內心的一份態度和信念。此次新專輯中快歌大器，唱出她對人生的新態度和新展望，慢歌方面她也首度嘗試擺脫一向溫暖小女人的心態，對待感情更加獨立與灑脫。而在唱腔方面，蔡淳佳也一改以往柔軟的治愈系唱法，歌聲的呈現更具厚度與堅實感。
2015年12月21日，蔡淳佳第一次举办个人演唱会，地点为北京。2017年6月8日讯，新加坡歌手蔡淳佳近日在北京发布全新创作大碟《我是我》，延续个性与洒脱的风格。新专辑还直面女权，还击社会对女性不公的眼光和标签。目前，她主要在中国大陆地区发展。
蔡淳佳虽早在2000年就在台湾出过唱片，但2006年重回台湾宣传时也不得不像新人一样去报考“街头艺人证”。且因唱片公司不重视的缘故，开始时在台湾住的还是条件很差的旅馆。她之前去台湾或大陆宣传时，有数次传出因水土不服而生病的消息。2007年以前，蔡淳佳从没来过中国大陆宣传，大陆也很少报道她的新闻。她在中国大陆的人气主要依靠网络积攒起来。现已停运的“蔡淳佳中文网”是当时内地歌迷获取其新闻咨讯的一个重要平台。此外，蔡淳佳对外低调，不炒作新闻，也极少代言商业广告。

## 音乐风格
蔡淳佳拥有女中音的音域，嗓音淳厚，擅长演唱音调偏高、旋律悠扬的歌曲。歌迷们对她的歌唱技巧关注不多，多为她的声线吸引，描述她的歌声具有“温柔”、“温暖”、“干净”、“纯净”、“安静”和“坚强有力”等特点。

### 2004年以前：清新风格
蔡淳佳早期发布的作品非常少，除了首张专辑以外，只有一些零星的歌曲。首专以刚离开家乡进入新城市的小人物所向往的都市爱情与自由生活为主题。作为新人出的专辑，其中的爱情歌曲侧重于描述年轻人青涩的恋情。当时的她尚不出名，这一段漫长难熬的时期不仅考验她对音乐的信念，也有助于塑造她日后独立不盲从、倔强坚定、不愿受拘束的个性和音乐风格。她将做自己认为好的音乐看得比做一个出名的歌手更加重要。

### 2004-2010年：温情歌手
从第2张专辑《日出》的成功开始，华纳唱片公司根据她的声音特色，逐渐为其树立了温情歌手的固定形象。她的歌曲开始以温情或清新风格为主，并侧重演绎曲调悠扬、歌词煽情的华语歌曲，她本人因此有“温暖美声”之称。作为以“治愈”为宣传特点的歌手，她的作品多是煽情的慢节奏歌曲(尤其是2010年以前出的歌曲)。有网友发现，在她2010年以前的歌词中，“寂寞”一词的出现次数非常多。伤感情歌数量过多使得她的歌曲在歌词内容和风格上不免有审美重复之处。但她的歌曲也不都是以孤独与哀伤为基调，例如泰国女歌手庞驰的《更是伤心》("ยิ่งกว่าเสียใจ")被她翻唱为风格愉快清新的《风铃》。就选曲比例而言，这一时期其专辑选曲多是以多首温情歌曲搭配少数清新歌曲为特点，这样一来每张专辑都有兼收她的2种主要歌曲风格。新谣创作歌手梁文福曾为她的众多歌曲填词，其中包括她的成名作《陪我看日出》。但由于相似风格的女歌手比较多，加之公司宣传力度有限，蔡淳佳长期处于“歌红人不红”的境地。“邻家女孩”的形象也与她的实际个性不符，这也曾令她感觉压抑和不自在。
蔡淳佳这一时期作品的另一大特点就是翻唱歌曲众多，且以翻唱日本歌曲(对外语歌曲重新填词后用华语演唱)居多。她半数以上的代表作都是翻唱作品。其中夏川里美和中孝介各有2首歌被她翻唱为中文歌，而且这2位歌手恰好都以冲绳地区(该地以前属于琉球国，19世纪末才被日本吞并)的传统音乐风格为特色。与许多人只爱原唱歌曲不同，蔡淳佳对翻唱不抱有偏见。

### 2010年至今：个性化发展
随着与华纳唱片的合约期满，已经获得一定知名度，但不满意继续做温情歌手和翻唱歌手的蔡淳佳开始做风格转型的打算。这样可以做自己真正想做的音乐，也可以让大众认识到自己丰富多彩的一面。另一方面，伴随网络和移动多媒体设备的发展，传统唱片产业营销模式遭到很大冲击。与此同时，蔡淳佳开眼镜店，也是为自己解决经济上的后顾之忧。
在风格方面，她开始改变自己温情歌手的刻板定位，尝试更多新的风格，并测试市场的反应。专辑中的快节奏歌曲比例有所增加。她对于风格转变后歌迷的不适应做好了心理准备。单从媒体报道来看，她参与创作的单曲《玻璃》市场反响还不错。蔡淳佳近来也通过留长发、换发色等方式在个人形象上求新求变，彰显个性。虽然其作品越发彰显个性和态度，但是媒体认为蔡淳佳并不做作，而是在突破中保持了新鲜和纯真自然的风格。“这不是为了改变而改变，只是想做回自己。”从专辑《淳+》开始，蔡淳佳开始唱出自我，将自己对人生和音乐的态度传递出去。虽然回到了首专中的都市情感这一主题，但新专辑《我是我》中所流露的情感已不再青涩，而是要唱出都市成熟女性的独立自主与坚韧力量，更是鼓励女性活出精彩与自信。《旁观者》则鼓励都市人以旁观者的轻松心态唱出自我，不必压抑自己、伪装自己。不过，她“主题曲歌手”的定位没有变化。
在创作方面，她放弃了大量翻唱歌曲的路线，向创作歌手转型。她以前也有参与过歌曲创作，但数量少，或是拿不出手。自从专辑《回到最初》开始，她就开始积极参与到歌曲创作之中。出于对完美主义的追求，蔡淳佳也会对作品的质量提出苛求，如在歌曲《Love You》的创作过程中对作品进行了反复修改。

## 电影作品
蔡淳佳主演了新加坡導演陳子謙执导的电影《想入飞飞》(又名《3688》)。此片是導演向已故歌手鳳飛飛致敬的作品，故事圍繞在蔡淳佳所飾演的夏飛飛身上。故事將會穿插由蔡淳佳詮釋的多首鳳飛飛的經典歌曲。

## 奖项与提名
- 2008年，入圍第19届台湾金曲奖最佳國語女歌手獎。[2][10][16][17]
- 获得了新加坡最佳杰出青年奖，并获选为全球华语歌曲排行榜推广大使[10]（宣传曲为《我想听你说》）

与其他作品多为中文歌曲的新加坡歌手一样，蔡淳佳的知名度也仅限于中文圈。

## 个人生活
2010年，蔡淳佳與相戀10年的男友结婚。婚礼办得比较低调。丈夫也是验光专业出身，是蔡淳佳的大学同学。
2011年，除了歌手身份之外，蔡淳佳也完成了第二夢想，開了自己夢寐以求的精品眼鏡行“THE EYECARE PEOPLE”。在店內除了是老闆，她也回歸驗光師的身份為大眾服務。蔡淳佳在官方臉書直播影片表示她的眼鏡行位於新加坡的荷蘭村。在多次的採訪中，她直言自己認為這是一份很有意義的職業，畢竟視力是我們非常重要的感官之一。這也是《視界觀》的名称由来之一。蔡淳佳本人也有近视。
哥哥蔡立章曾帮蔡淳佳写歌，如歌曲《突发奇想》(收录于2004年专辑《日出》)和《找回自己》(收录于2009年专辑《回到最初》)。

## 社会公益
- 刚出道的蔡淳佳为宣传“世界宣明会”与关注柬埔寨艾滋病问题拍摄了公益视频《Joi Chua: the 30 hr famine & HIV / AIDS in Cambodia》。[35]
- 2006年，蔡淳佳担任新加坡“世界宣明会”大使，到柬埔寨关怀当地穷人。[14]
- 2007年，“小熊在线”公司赞助了一项持续半年的扶贫活动。《等一个晴天》成为此次活动主题曲，蔡淳佳的形象也被印在支持公益活动的汽车上。[36]
- 2009年，蔡淳佳与阿杜、金莎等明星一起前往中国四川省绵阳地震灾区演出。[37]
- 歌曲《回家的路》除本身温暖励志外，也是献给台湾风灾灾民的歌曲。[2]
- 身为验光师的蔡淳佳也曾在中国爱眼日[註 7]向大众宣传护眼知识。[34]

## 音乐作品集

### 个人专辑
- 1999年

- 2000年11月10日

- 2004年9月9日

- 2005年8月4日

- 2005年12月

- 2006年9月

- 2006年11月10日

- 2007年7月6日

- 2007年12月28日

- 2008年7月

- 2009年9月

- 2010年7月

- 2012年7月

- 2015年12月

- 2016年12月

- 2017年4月

- 2017年10月

### 由他人或集体发布的专辑
- 1999年，《Replugged》合輯
- 2005年12月23日，陳冠宇鋼琴專輯《對不起我愛你》 (台灣版)
- 陳冠宇鋼琴專輯《對不起我愛你》 (新加坡版改版)
- 多位明星作品合集《K歌唱不完》 (新加坡版，收錄歌曲：《我願意》)
- 2015年9月，《<想入飞飞3688>电影原声带》 (新加坡版)

### 单曲和EP
- 《愛的空間》
- 《細水長流》 (蔡淳佳 & 蔡禮蓮 & 唐玉璇)
- 2005年，EP《非常特別的你》 (2005年新加坡旅游宣传歌曲[15]，专辑《有一天我会》收錄歌曲)
- 2008年，《晴空萬里》 (2008年新加坡國慶歌曲，专辑《慶幸擁有蔡淳佳》新加坡慶功版新收錄歌曲)
- EP《手牽手賑災》 （新加坡版）
- EP《華語COOL》 （新加坡版）
- 2012年7月，EP《視界觀》 （国际版）
- 2014年4月，單曲《玻璃》 (電影《放手愛》主題曲，中国大陸版）
- 2014年11月，單曲《一傳一》 (英語："Be the One"，公益作品，新加坡版)
- 2014年11月，《信約》 (電視劇《信約動蕩的年代》主題曲，新加坡版)
- 2016年3月，单曲《会幸福吗》 (国际版)
- 2016年4月，单曲《薔薇》 (動漫《超神学院：黑甲》主題曲)
- 2016年6月，单曲《自在蘇州》 (百集有聲城市印象志《自在蘇州》同名主題曲)
- 2016年11月，单曲《自畫像》
- 2016年，《蘇小姐》
- 《Snow Flower》 (《對不起我愛你》英文版)
- 《Indecisive》 (《左右為難》英文版)
- 《犯錯》 (与陳偉聯合唱，《慶幸擁有蔡淳佳》新加坡慶功版新收錄歌曲)
- 《我們之間》 (《回到最初》新加坡慶功版新收錄歌曲)
- 《愛讓你看到》 (英語："Love will make you see")
- 2018年1月，《我的時代》 (动漫剧《大界王之过去的继承者》片尾曲)[39]

- 《愛情悖論》（連續劇《極速悖論》片尾曲）
- 2023年12月，《假如給我三天光明》EP：《幾何》、《You don't have to》、《末日種子的繁華季節》
- 2024年，《相思河畔》電影《樂園》主題曲
- 2025年，《兩個人間》（與林倛玉合唱）、《等你成空》、《心若有風千萬里》、《茉莉花香》

## 音樂錄影帶(MV)
- 《愛如潮水》
- 《談心》 (游鴻明 演出)
- 《有心人有情人》- (梁又琳，吳中天 演出)
- 《他和她》
- 《陪我看日出》 (分為2004年新加坡版和2006年台灣宣傳版)
- 《我想快樂些》
- 《有你多好》
- 《有一天我會》
- 《星星眼睛》
- 《讓我擦掉你的淚》
- 《未知的以後》
- 《小夫妻》- 歐得洋
- 《我想聽你說》
- 《非常特別的你》
- 《對不起我愛你》 (与陳冠宇合作)
- 《左右為難》 (与陳冠宇合作)
- 《戀之憇》
- 《等一個晴天》
- 《永遠的愚人》
- 《風鈴》
- 《慶幸有你愛我》
- 《Yesterday》
- 《約好的以後》
- 《倒愛》
- 《眼裡眉間》
- 《依戀》
- 《晴空萬里》
- 《隱形紀念》 (與馬如龍演父女)
- 《回家的路》
- 《前座後座》
- 《念》 (电影《想入飞飞》(3688)主题曲)
- 《細水長流》 (新加坡歌謠)
- 《薔薇》
- 《自畫像》
- 《小眼睛》
- 《異想派》
- 《暖色調》
- 《整裝》
- 《我是我》
- 《旁觀者》